# Gianluca Mancini
Gianluca Mancini (Pontedera, 17 april 1996) is een Italiaans voetballer die doorgaans als centrale verdediger speelt. Hij verruilde Atalanta Bergamo in juli 2020 voor AS Roma. Mancini debuteerde in 2019 in het Italiaans voetbalelftal.

## Clubcarrière
Mancini speelde in de jeugd voor Fiorentina, dat hem in 2015 verhuurde aan Perugia. Aan het eind van het seizoen 2015/16 maakte hij definitief de overstap. In januari 2017 tekende hij bij Atalanta Bergamo en werd hij voor zes maanden terugverhuurd aan Perugia Calcio. Op 24 september 2017 debuteerde de verdediger in de Serie A, tegen zijn ex-club Fiorentina. Op 4 februari 2018 maakte Mancini zijn eerste competitietreffer, tegen Chievo Verona.

## Interlandcarrière
Mancini debuteerde in 2017 in Italië –21, waarmee hij twee jaar later deelnam aan het EK –21 van 2019. Bondscoach Roberto Mancini selecteerde hem in november 2018 voor een oefeninterland van het Italiaans voetbalelftal tegen de Verenigde Staten. Hij kwam toen niet in actie. Hij debuteerde wel op 26 maart 2019, in een met 6–0 gewonnen kwalificatiewedstrijd voor het EK 2020 thuis tegen Liechtenstein. Mancini liet hem deze wedstrijd van begin tot eind spelen. Mancini werd op 6 juni 2024 door bondscoach Luciano Spalletti opgenomen in de Italiaanse selectie voor het EK 2024 in Duitsland. Italië eindigde als tweede in een groep met Albanië, Spanje en Kroatië, waarna het in de achtste finales werd uitgeschakeld met een 2–0 nederlaag tegen Zwitserland. Mancini kwam enkel in actie in de achtste finale.

## Erelijst
| UEFA Europa Conference League | 1× | 2021/22 |